# Euxesta pacifica
Euxesta pacifica är en tvåvingeart som beskrevs av Steyskal 1995. Euxesta pacifica ingår i släktet Euxesta och familjen fläckflugor.
Artens utbredningsområde är Kalifornien. Inga underarter finns listade i Catalogue of Life.